# Noeunoeuf et Noadkoko
Noeunoeuf (タマタマ, Tamatama, dans les versions originales en japonais ; anciennement ligaturé en Nœunœuf) et son évolution Noadkoko (ナッシー, Nassy) sont deux espèces de Pokémon de la première génération.
Depuis la septième génération, Noadkoko possède une nouvelle forme, appelée Noadkoko d'Alola (アローラのナッシー, Alola no Nassy).

## Création

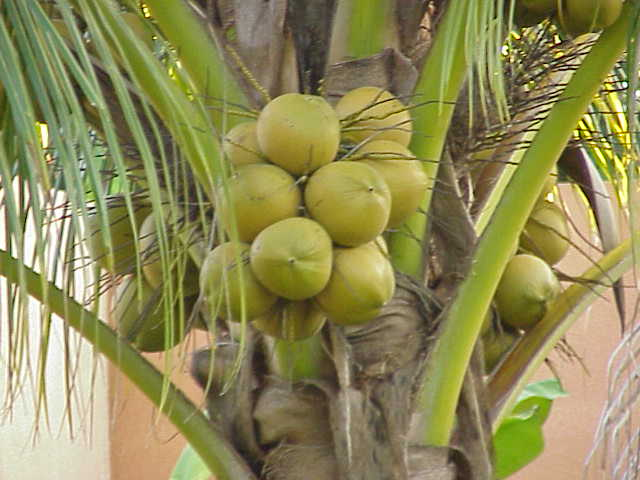
Le mot « Noadkoko » fait référence à la noix de coco.

Propriété de Nintendo, la franchise Pokémon est apparue au Japon en 1996 avec les jeux vidéo Pocket Monsters Vert et Pocket Monsters Rouge. Son concept de base est la capture et l'entraînement de créatures appelées Pokémon, afin de leur faire affronter ceux d'autres dresseurs de Pokémon. Chaque Pokémon possède un ou deux types – tels que l'eau, le feu ou la plante – qui déterminent ses faiblesses et ses résistances au combat. En s'entraînant, ils apprennent de nouvelles attaques et peuvent évoluer en un autre Pokémon.
Le nom de Noadkoko vient de « noix de coco » dont l'orthographe a été modifié de façon phonétique.

## Description

### Noeunoeuf
Noeunoeuf est un Pokémon des types plante et psy, bien qu'il ressemble à un œuf. En fait ils sont tout un groupe, 6 en tout. Si l'un d'eux se perd, les autres utilisent la télépathie pour le retrouver. Ils attaquent toujours ensemble comme un essaim. Leur coquille fendue indique une évolution prochaine.

### Noadkoko

Boeing 737-86N de la Solaseed Air avec une livrée Pokémon de plusieurs Noadkoko, en 2023.

Noadkoko est un Pokémon ressemblant à un palmier. Ses têtes ont chacun leur sentiment, ce qui explique les fréquentes disputes.
Chaque tête peut penser seule. Une tête peut se détacher et si cela se produit, elle devient un unique Noeunoeuf qui cherche un groupe. Dans la région d'Alola, il n'a pas la même forme qu'il avait dans les autres régions, les gens d'Alola disent même que c'est son unique forme. Contrairement à sa forme de kanto (ou autres régions) il est de type plante et dragon. D'après les recherches du professeur  Pimprenelle le type dragon serait le premier type de celui-ci.

## Apparitions

### Jeux vidéo
Noeunoeuf et Noadkoko apparaissent dans la série de jeux vidéo Pokémon. D'abord en japonais, puis traduits en plusieurs autres langues, ces jeux ont été vendus à près de 200 millions d'exemplaires à travers le monde. Dans Pokémon Rouge et Bleu, Noadkoko est l'un des cinq Pokémon du Professeur Chen, qui devait constituer l'ultime défi du jeu avant d'être supprimé en cours de développement,.

### Série télévisée et films
La série télévisée Pokémon et les films qui en sont issus narrent les aventures d'un jeune dresseur de Pokémon du nom de Sacha, qui voyage à travers le monde pour affronter d'autres dresseurs ; l'intrigue est souvent distincte de celle des jeux vidéo.